# Mače (Preddvor, Slovenija)
Mače je naselje u slovenskoj Općini Preddvoru. Mače se nalazi u pokrajini Gorenjskoj i statističkoj regiji Središnjoj Sloveniji. 

## Stanovništvo
Prema popisu stanovništva iz 2002. godine naselje je imalo 116 stanovnika.